# Graffillidae
Famille
Les Graffillidae sont une famille de vers plats aquatiques du sous-ordre des Dalytyphloplanida (ordre des Rhabdocoela). Certaines espèces sont parasites de mollusques.

## Écologie
Certaines espèces sont parasites. Trois espèces du genre Paravortex ont été trouvées dans des mollusques bivalves : la coque blanche et la palourde grise.

## Systématique
Le nom valide complet (avec auteur) de ce taxon est Graffillidae Graff, 1905.

### Sous-taxons
Selon la base de données World Register of Marine Species (22 décembre 2023), la famille des Graffillidae regroupe les sous-familles et genres valides suivants :
- Famille des Graffillidae 
  - sous-famille des Graffillinae Graff, 1905
    - genre Graffilla Ihering, 1880
    - genre Paravortex Wahl, 1906

  - sous-famille des Pseudograffillinae Meixner, 1938
    - genre Nygulgus Marcus, 1954
    - genre Pseudograffilla Meixner, 1938

### Synonymes, reclassements
La sous-famille des Bresslauillinae Bresslau, 1933 est incertaine, aujourd'hui sans espèce. Le genre type et unique de cette sous-famille,  Bresslauilla Reisinger, 1929, a été sorti de la famille des Graffillidae, tout en restant dans les Dalytyphloplanida.
Dans la sous-famille des Graffillinae :
- le genre Langia Czerniavsky, 1880 est Graffilla Ihering, 1880
- le genre Proderostoma Hallez, 1908 est Paravortex Wahl, 1906. C'est un nomen nudum, décrit comme Paravortex par Hallez en 1909.

### Publication originale
(de) Ludwig von Graff, « Marine Turbellarien Orottavas und der Küsten Europas », Zeitschrift fur wissenschaftlige Zoologie, vol. 83, 1905, p. 68-150 lire